# Plaza Garibaldi

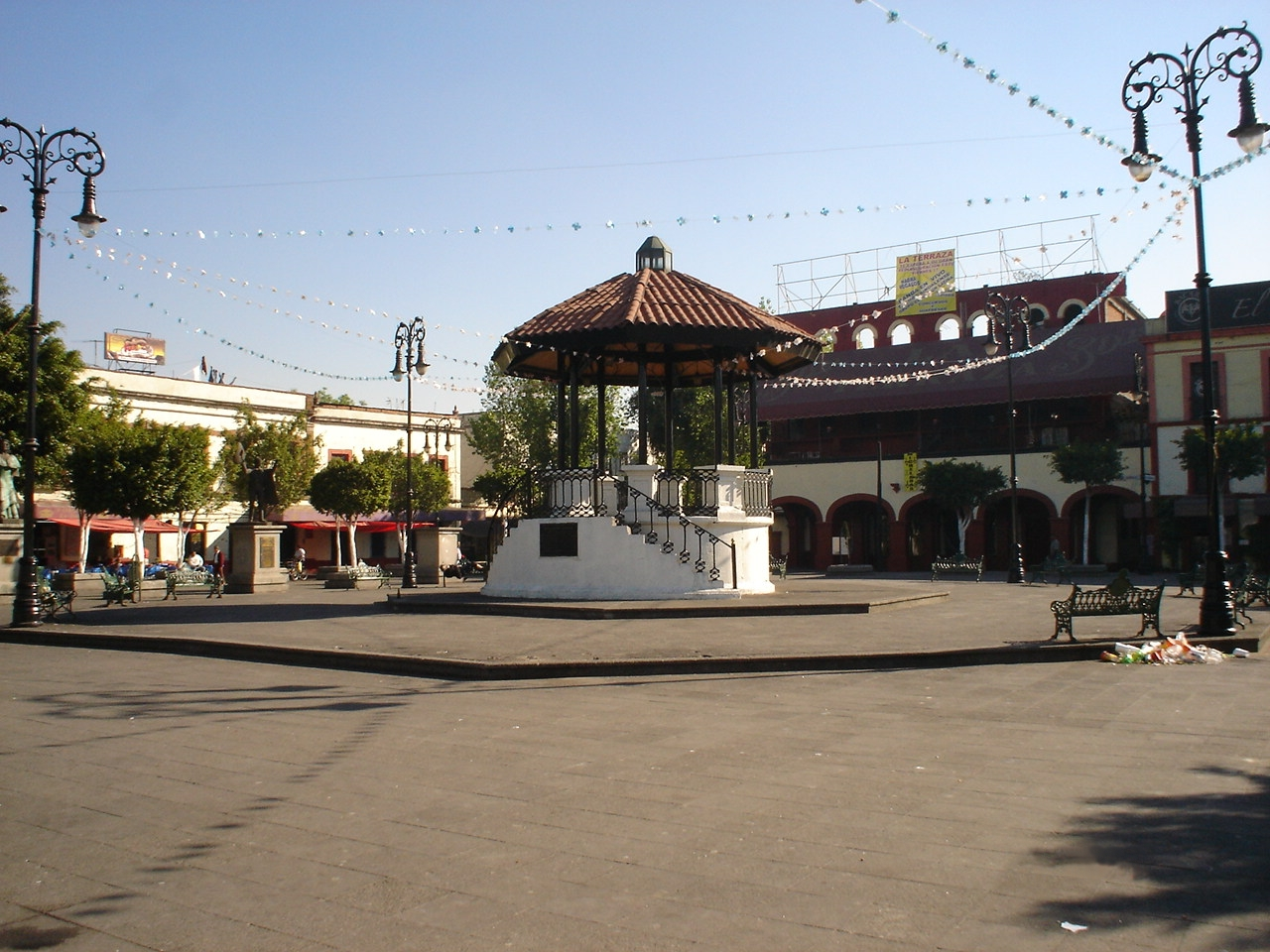
Plaza Garibaldi mit (ehemaligem) Kiosk

Die Plaza Garibaldi (Garibaldi-Platz) liegt im nördlichen Zentrum von Mexiko-Stadt. Nach ihr ist eine U-Bahn-Station benannt.
Sie ist bekannt dafür, dass sich dort Mariachis (mexikanische Volksmusikanten) in traditioneller Tracht und mit traditionellen Instrumenten versammeln. Sie bieten den Besuchern, die vor den umliegenden Lokalen sitzen, ihre Dienste an.
Die Plaza Garibaldi ist nach Giuseppe Garibaldi Junior, dem Enkel des italienischen Nationalhelden Giuseppe Garibaldi benannt. Er kämpfte am Beginn der Mexikanischen Revolution zusammen mit Pancho Villa für Francisco Madero.
Im Osten angrenzend an die Plaza Garibaldi befindet sich in der Fußgängerzone der Straße „República de Honduras“ der „Paseo de los Ídolos de la Música Mexicana“ (sinngemäß übersetzt: Ruhmesmeile der Idole der mexikanischen Musik) mit zehn Statuen populärer mexikanischer Musiker und Komponisten des 20. Jahrhunderts: José Ángel Espinoza „Ferrusquilla“ (1919–2015), Juan Gabriel (1950–2016), Pedro Infante (1917–1957), Cirilo Marmolejo (1890–1960), Tomás Méndez (1926–1995), María de Lourdes (1939–1997), Javier Solís (1931–1966), Lola Beltrán
(1932–1996), José Alfredo Jiménez (1926–1973) und Manuel Esperón (1911–2011).